# São Pedro (Ericeira)
Die Kirche São Pedro ist eine katholische Pfarrkirche in der portugiesischen Gemeinde Ericeira.

## Geschichte
Die Kirche wurde ursprünglich 1466 als Kapelle errichtet und dem Apostel Simon Petrus geweiht. Ab 1658 wurde die Kapelle mehrfach erweitert. 
Der Altarraum zeigt vier Bildnisse mit Szenen aus dem Leben des Simon Petrus, auch Altar und das geschnitzte Tabernakel, sowie aus dem Barock stammende Bildnisse des Evangelisten Johannes. Im Schiff befinden sich vier Seitenaltäre mit folgendem Bildprogramm: Mariä Empfängnis, Heiligstes Herz Jesu, Maria vom Rosenkranz und Golgota. In der Sakristei zeigt der Altar Unsere Liebe Frau auf dem Berge Karmel. Er befand sich ursprünglich in der Vorhalle der Kirche.
Vor der Kirche wurde 1782 ein Steinkreuz errichtet.